# Боаз (Западна Вирџинија)
Боаз (енгл. Boaz) насељено је место без административног статуса у америчкој савезној држави Западна Вирџинија.

## Демографија
По попису из 2010. године број становника је 1.297, што је 48 (-3,6%) становника мање него 2000. године.
| Група             | 2000.         | 2010.         |
| Белци             | 1.328 (98,7%) | 1.265 (97,5%) |
| Афроамериканци    | 7 (0,5%)      | 5 (0,4%)      |
| Азијати           | 0 (0,0%)      | 4 (0,3%)      |
| Хиспаноамериканци | 0 (0,0%)      | 12 (0,9%)     |
| Укупно            | 1.345         | 1.297         |